# Tretton dagar (film)
Tretton dagar är en amerikansk film från 2000 i regi av Roger Donaldson efter manus av David Self.

## Handling
Kenny O'Donnell (Kevin Costner) är rådgivare till USA:s president John F. Kennedy (Bruce Greenwood) i en film baserad på händelserna under Kubakrisen 1962. När spionplan av typ U-2 upptäcker sovjetiska uppskjutningsramper med kärnvapenbestyckade missiler på Kuba utlöses en internationell kris, och presidenten i Vita huset slits mellan hökar och duvor inom administrationen.

## Bakgrund
I filmen har karaktären Kenny O'Donnell fått en mycket större roll än vad den riktiga historiska personen hade. I en mindre roll som pilot ses Christopher Lawford, som i verkligheten är systerson till John och Robert Kennedy.

## Tagline
- You'll Never Believe How Close We Came

## Rollista (i urval)
| Kevin Costner   | – Kenny O'Donnell                          |
| Bruce Greenwood | – president John F. Kennedy                |
| Steven Culp     | – justitieminister Robert F. Kennedy       |
| Dylan Baker     | – försvarsminister Robert McNamara         |
| Michael Fairman | – FN-ambassadör Adlai Stevenson            |
| Kevin Conway    | – general Curtis LeMay, flygvapenstabschef |
| Tim Kelleher    | – Ted Sorensen, presidentens talskrivare   |
| Len Cariou      | – Dean Acheson, fd utrikesminister         |